# 19. září
19. září je 262. den roku podle gregoriánského kalendáře (263. v přestupném roce). Do konce roku zbývá 103 dní.

## Události

### Česko
- 1837 – Jan Evangelista Purkyně poprvé formuloval svou buněčnou teorii stavby těl živočichů.
- 1899 – Císařským rozhodnutím byla v Brně zřízena Česká vysoká škola technická.
- 1930 – Americká společnost Paramount hledala v Evropě domácí herce, kteří by dabovali zvukové filmy. Padla volba na Voskovce a Wericha. Objevili se na plátně kina Fénix na Václavském náměstí vedle Maurice Chevaliera či Clary Bowové.
- 1933 – Balet Špalíček Bohuslava Martinů pro ženský sbor a orchestr měl premiéru v Praze.
- 1938 – Velká Británie a Francie vyzvaly československou vládu, aby odstoupila pohraniční oblasti s více než 50 % německého obyvatelstva Německu.
- 1939 – Na stavbě Dálnice – Národní cesty je firmě Skorkovský zadána stavba největšího mostu své doby: Mostu přes Šmejkalku u Senohrab, s rozpětím klenby 120 metrů podle projektu Stanislava Bechyně.
- 1968 – Ministr zahraničí pražského jara Jiří Hájek rezignoval kvůli sovětským požadavkům.
- 1972 – Byly vyhlášeny CHKO Český kras a CHKO Labské pískovce.
- 2006 – Svoji kariéru ukončil Jan Železný, světový rekordman v hodu oštěpem, vítězstvím na exhibičním závodě v Mladé Boleslavi.
- 2009 – V Česku začala vysílat dětská televizní stanice Disney Channel.
- 2015 – V Praze byl s několikaletým zpožděním otevřen tunelový komplex Blanka s náklady na výstavbu 43 miliard Kč.

### Svět
- 0335 – Dalmatius byl povýšen na císaře svým strýcem Konstantinem I. Velikým
- 1356 – Nedaleko francouzského města Poitiers se odehrála jedna z největších bitev Stoleté války mezi Angličany a Francouzi.
- 1783 – Byl uskutečněn první let balónem vyrobeném Montgolfierem. Posádkou byli kohout, kačeny a ovce.
- 1790 – 2. svatba rakouského císaře Františka I. s Marií Terezou Neapolskou-Sicilskou
- 1918 – Egyptský Expediční sbor pod velením generála Sira Edmunda H. H. Allenbyho zahájil ofenzívu proti tureckým silám v Palestině, jejímž výsledkem bylo dobytí Aleppa 25. října. 30. října následovalo oznámení o vystoupení Osmanské říše z války a žádost o příměří.
- 1939 – Na základě paktu Ribbentrop–Molotov byl Rudou armádou obsazen Vilnius.
- 1941 – Němci dobyli Kyjev.
- 1945 – Americká vojenská vláda vytvořila na území Americké okupační zóny Německa autonomní správní jednotky.
- 1955 – Argentinský prezident Juan Domingo Perón byl sesazen vojenským pučem.
- 1983 – Svatý Kryštof a Nevis získal nezávislost.
- 1991 – Na ledovci v Ötztalských Alpách na hranici Rakouska a Itálie byl nalezen Ötzi, přirozená mumie člověka z doby měděné asi roku 3300 let př. n. l.
- 2009 – V Bulharsku, Česku, Maďarsku, Rumunsku a Slovensku začala vysílat dětská televizní stanice Disney Channel.
- 2022 – V Londýně proběhl pohřeb nejdéle vládnoucí britské panovnice Alžběty II.[1]

## Narození

### Česko

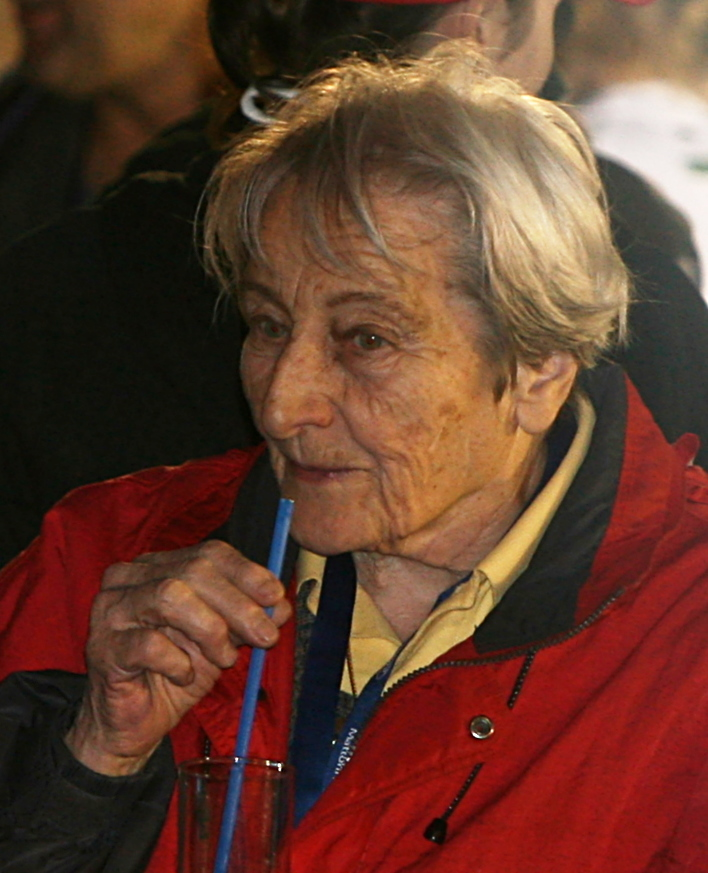
Dana Zátopková (* 1922)

- 1618 – Matouš Ferdinand Sobek z Bílenberka, arcibiskup pražský († 29. dubna 1675)
- 1670 – Václav Vejmluva, významný opat žďárského kláštera († 17. března 1738)
- 1816 – Josef Riedel, český sklář († 24. dubna 1894)
- 1849 – Josef Boleslav Pecka, žurnalista a básník († 25. července 1897)
- 1868 – Karel Václav Adámek, spisovatel a politik († 18. prosince 1944)
- 1873 – Josef Schiller, československý politik německé národnosti († 1. listopadu 1929)
- 1875 – Rudolf Schiller, československý politik německé národnosti († ?)
- 1880 – Gejza Fritz, československý politik slovenské národnosti († 20. února 1957)
- 1886 – Bohumil Chvojka, plzeňský architekt († 3. května 1962)
- 1898 – Antonín Kaliba, český reprezentační fotbalový brankář († 3. října 1936)
- 1901 – Marie Válková, česká archivářka († 12. ledna 1977)
- 1906 – Dalibor C. Vačkář, hudební skladatel († 21. října 1984)
- 1912 – Josef Liesler, malíř († 23. srpna 2005)
- 1913 – Bohumil Šimonovský, kněz, politický vězeň († 4. července 1991)
- 1916 – Magda Lokvencová, herečka a režisérka († 17. ledna 1966)
- 1919 – Vladimír Svatý, vynálezce a konstruktér († 2. února 1986)
- 1920
  - Jan Bechyně, entomolog († 9. března 1973)
  - Jan Pixa, konferenciér, moderátor, scenárista a televizní dramaturg († 19. listopadu 2004)
  - Jan Simota, sochař, medailér, pedagog († 13. března 2007)
- 1922
  - Emil Zátopek, atlet a čtyřnásobný olympijský vítěz ve vytrvalostním běhu († 21. listopadu 2000)
  - Dana Zátopková, atletka a olympijská vítězka v hodu oštěpem († 13. března 2020)
- 1924 – Václav Žilka, flétnista a pedagog († 13. dubna 2007)
- 1925 – Jan Skopeček, herec a dramatik, manžel české herečky Věry Tichánkové († 27. července 2020)
- 1937 – Josef Vajce, akademický sochař († 15. září 2011)
- 1941 – Miroslav Nohýnek, herec a režisér († 4. srpna 1997)
- 1942
  - Michaela Freiová, česká katolická publicistka a politička
  - Jan Klak, český ekonom a politik
- 1947
  - František Nedvěd, zpěvák a kytarista († 18. července 2021)
  - Oskar Přindiš, malíř, kreslíř a sochař († 8. dubna 2012)
- 1948
  - Bohuslav Ebermann, československý hokejový útočník
  - Miroslav Šlouf, politický lobbista († 16. února 2018)
- 1950 – Jiří Hřebec, tenista
- 1951 – Marcela Pecháčková, novinářka, spisovatelka a komentátorka
- 1952 – Vasil Mohorita, politik Komunistické strany Československa
- 1955 – Vlastimil Tlustý, politik, ministr financí
- 1958 – Valérie Zawadská, herečka
- 1962 – Radek Bajgar, publicista, producent, scenárista a režisér
- 1971 – Jana Štvrtecká, herečka
- 1974 – Petr Průcha, fotbalista
- 1980
  - Zuzana Vejvodová, herečka
  - Miroslava Topinková Knapková, veslařka
- 1983 – Lukáš Pech, hokejista
- 1986 – Lucie Martínková, fotbalistka

### Svět

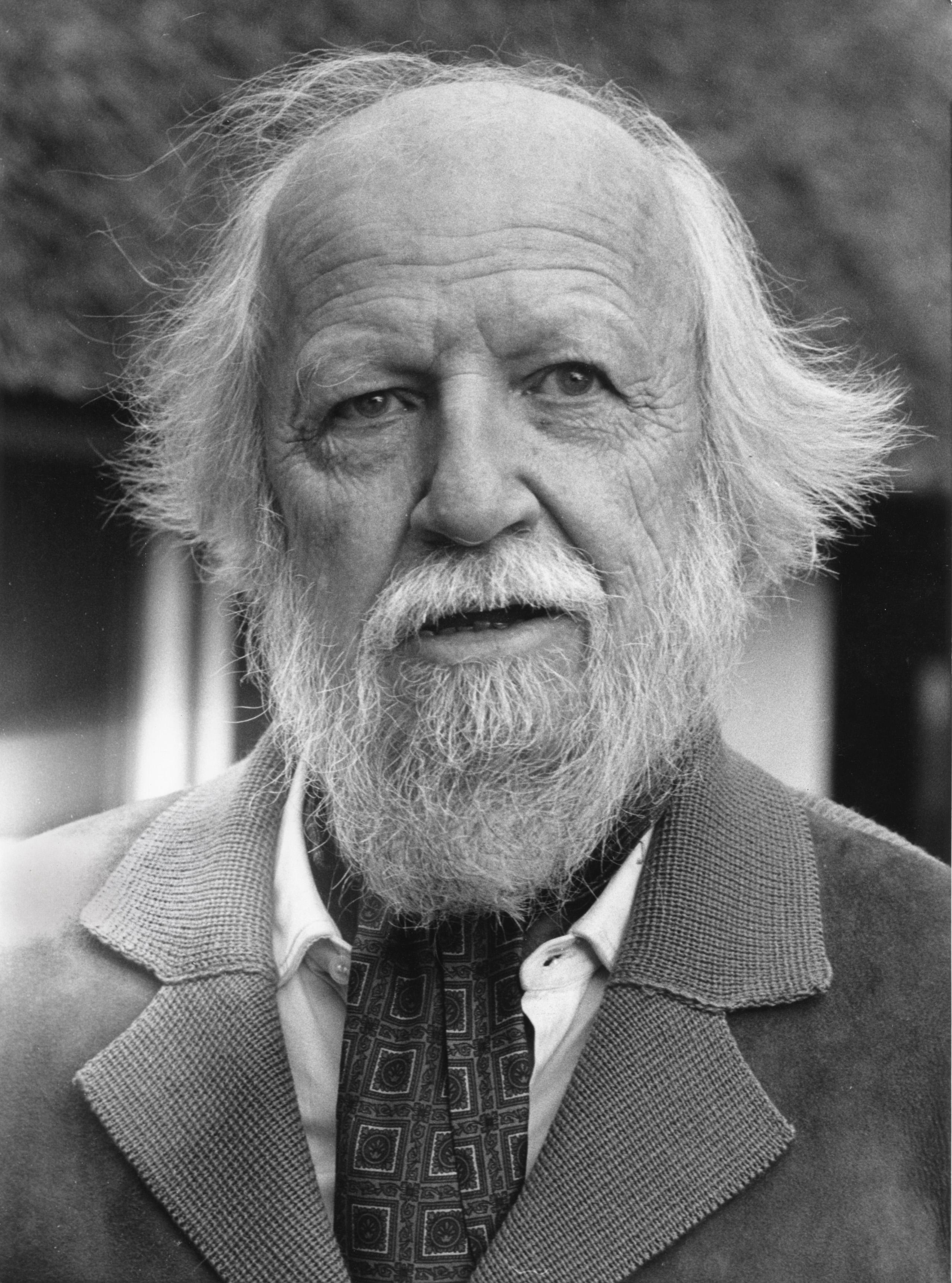
William Golding (* 1911)

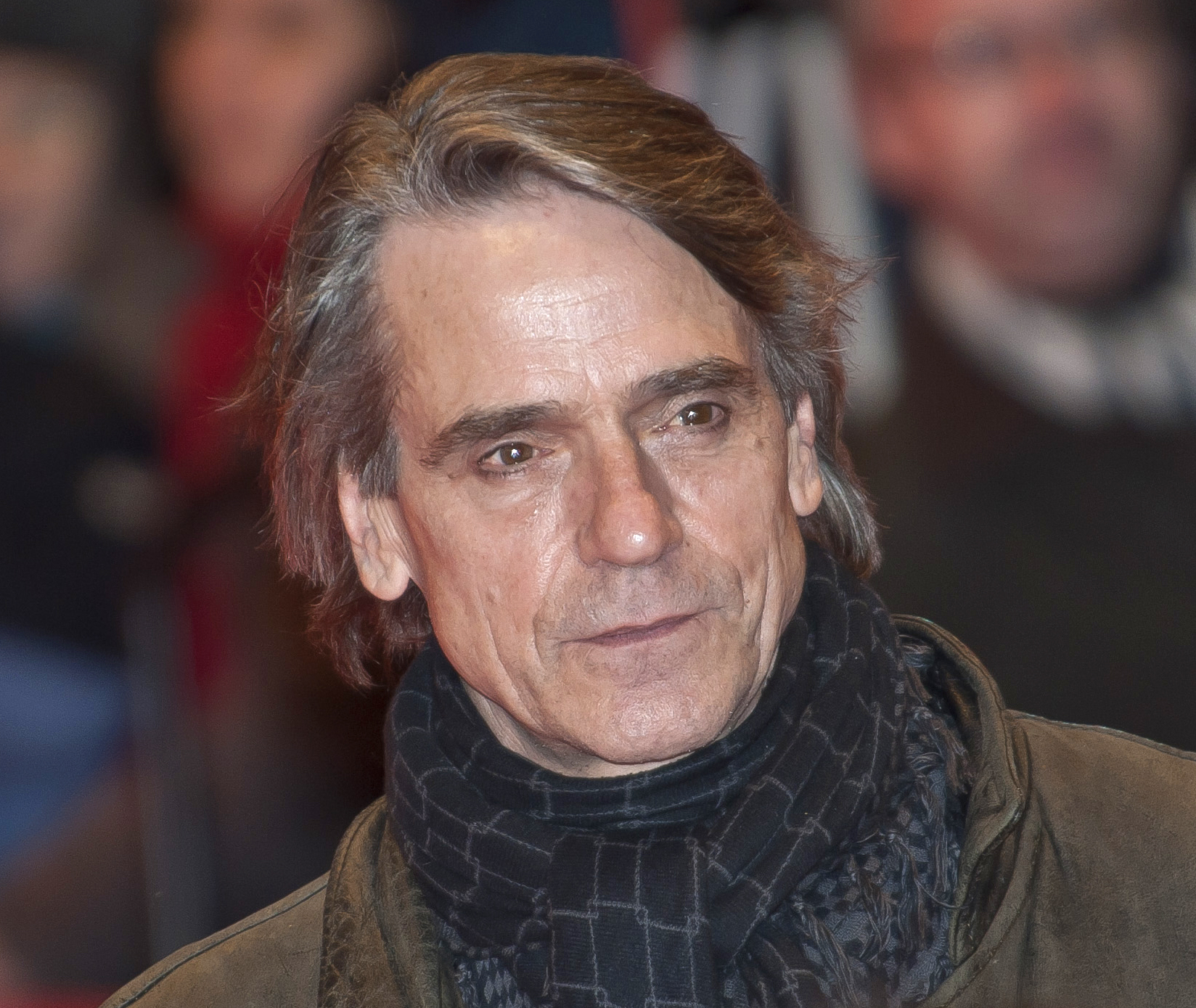
Jeremy Irons (* 1948)

- 0086 – Antoninus Pius, římský císař († 161)
- 1356 – Petr I. Bourbonský, vévoda bourbonský a švagr Filipa VI., Jana Lucemburského i Karla IV. (* 1311)
- 1377 – Albrecht IV. Rakouský, vévoda rakouský († 14. září 1404)
- 1551 – Jindřich III. Francouzský, král polský a francouzský († 2. srpen 1589)
- 1560 – Thomas Cavendish, anglický korzár ze šlechtického rodu Cavendishů († květen 1592)
- 1749 – Jean-Baptiste Joseph Delambre, francouzský astronom († 19. srpna 1822)
- 1754 – Louis Claude Marie Richard, francouzský botanik († 7. června 1821)
- 1759 – William Kirby, britský entomolog († 4. července 1850)
- 1774 – Giuseppe Gasparo Mezzofanti, italský kardinál a polyglot († 15. března 1849)
- 1778 – Henry Brougham, skotský politik a státník († 7. května 1868)
- 1802 – Lajos Kossuth, maďarský politik, spisovatel a revolucionář († 23. března 1894)
- 1803 – Marie Anna Savojská, savojská princezna a císařovna rakouská jako manželka Ferdinanda I. Dobrotivého († 4. května 1884)
- 1826 – William James Harding, novozélandský fotograf († 13. května 1899)
- 1833 – Ludwig von Brenner, německý dirigent a hudební skladatel († 9. února 1902)
- 1854 – George Davison, anglický fotograf († 26. prosince 1930)
- 1865 – Frank Eugene, americký malíř a fotograf († 16. prosince 1936)
- 1867 – Arthur Rackham, anglický ilustrátor († 6. září 1939)
- 1869
  - Jervand Otjan, arménský satirik († 3. října 1926)
  - Ben Turpin, americký filmový komik († 1. července 1940)
- 1870 – Willem Jan Aalders, nizozemský reformovaný teolog († 19. března 1945)
- 1873 – Rudolf Charousek, maďarský šachista († 18. dubna 1900)
- 1884 – Constantin von Mitschke-Collande, německý malíř a grafik († 12. dubna 1956)
- 1887 – Lovie Austin, americká klavíristka († 10. července 1972)
- 1894 – Dov Hoz, jeden z vůdců dělnického sionismu († 29. prosince 1940)
- 1898 – Giuseppe Saragat, italský prezident († 11. června 1988)
- 1899 – Emil Belluš, slovenský architekt († 14. prosince 1979)
- 1901 – Ludwig von Bertalanffy, rakouský biolog a filosof († 12. června 1972)
- 1903 – Johann Schalk, německý stíhač († 9. listopadu 1987)
- 1908
  - Victor Frederick Weisskopf, americký fyzik († 22. dubna 2002)
  - Mika Waltari, finský spisovatel, novinář a dramatik († 26. srpna 1979)
- 1909 – Ferry Porsche, výrobce automobilů († 1998)
- 1910 – Josip Pupačić, chorvatský básník († 23. ledna 1971)
- 1911
  - William Golding, anglický spisovatel a básník, nositel Nobelovy ceny († 19. června 1993)
  - Mukbile Sultan, osmanská princezna a vnučka sultána Mehmeda V. († 21. května 1955)
- 1913 – Frances Farmer, americká herečka († 1. srpna 1970)
- 1918 – Wayne Miller, americký fotograf († 22. května 2013)
- 1921 – Paulo Freire, brazilský filozof († 2. května 1997)
- 1924
  - Jacques Lusseyran, francouzský spisovatel († 27. července 1971)
  - Ladislav Ťažký, slovenský spisovatel († 20. ledna 2011)
- 1926 – Masatoši Košiba, japonský fyzik, nositel Nobelovy ceny († 12. listopadu 2020)
- 1930
  - Muhal Richard Abrams, americký klavírista a klarinetista († 29. října 2017)
  - Ernst-Wolfgang Böckenförde, právní filosof a bývalý soudce německého ústavního soudu († 24. února 2019)
- 1931 – Márta Mészárosová, maďarská filmová režisérka
- 1932
  - Stefanie Zweig, německá spisovatelka a novinářka  († 25. dubna 2014)
  - Lol Coxhill, britský saxofonista († 9. července 2012)
- 1933
  - Jack Cohen, anglický biolog († 6. května 2019)
  - David McCallum, britský a americký herec († 25. září 2023)
- 1934 – Brian Epstein, manažer hudebních skupin (The Beatles) († 27. srpna 1967)
- 1935
  - Milan Antal, slovenský astronom († 2. listopadu 1999)
  - Velasio De Paolis, italský kardinál († 9. září 2017)
  - Don Owen, kanadský filmový režisér, scenárista a producent († 21. února 2016)
- 1936 – Al Oerter, americký diskař, čtyřnásobný olympijský vítěz († 1. října 2007)
- 1940
  - Caroline John, britská herečka († 5. června 2012)
  - 1940 – Bill Medley, americký zpěvák
- 1941 – Cass Elliot, americká zpěvačka († 29. července 1974)
- 1942
  - J. Gordon Melton, americký religionista
  - Jevhen Stankovyč, ukrajinský skladatel
- 1946 – John Coghlan, britský bubeník
- 1947
  - Viktor Jerofejev, ruský spisovatel
  - Jozef Móder, slovenský fotbalista
- 1948
  - Jeremy Irons, britský herec
  - Nadija Tkačenková, ukrajinská olympijská vítězka a mistryně Evropy v pětiboji
- 1949 – Twiggy, britská modelka
- 1951 – Daniel Lanois, kanadský hudební producent, zpěvák a kytarista
- 1952
  - Nile Rodgers, americký hudebník
  - Henry Kaiser, americký kytarista
  - Rhys Chatham, americký avantgardní skladatel a kytarista
- 1953 – Grzegorz Błaszczyk, polský historik
- 1954 – Howard Weinstein, americký spisovatel
- 1956 – Eivind Aadland, norský dirigent a houslista
- 1958 – Lita Ford, anglická rocková kytaristka a zpěvačka
- 1963 – David Seaman, anglický fotbalový brankář
- 1965 – Sunita Williamsová, americká vojenská pilotka a astronautka
- 1967 – Alexandr Karelin, bývalý ruský zápasník, trojnásobný olympijský vítěz
- 1970 – Ján Počiatek, slovenský politik
- 1973 – Cristiano da Matta, brazilský pilot Formule 1
- 1974 – Jimmy Fallon, americký herec, komik a televizní moderátor.
- 1980 – Tegan Quin a Sara Quin, kanadské zpěvačky-skladatelky
- 1981 – Rika Fujiwarová, japonská tenistka
- 1982 – Eleni Daniilidou, řecká tenistka
- 1984 – Kevin Zegers, kanadský herec a model
- 1985
  - Maartje Paumenová, nizozemská pozemní hokejistka
  - Alun Wyn Jones, velšský ragbista
  - Sarah Hunterová, anglická ragbsitka
- 1987 – Kayla Barronová, americká vojenská pilotka a astronautka
- 1988 – Thiemo de Bakker, nizozemský tenista
- 1990 – Julija Džymová, ukrajinská biatlonistka
- 1995 – Alex Aranburu, španělský silniční cyklista
- 1996 – Connor Swindells, britský herec a model
- 2000 – Jakob Ingebrigtsen, norský atlet, evropský rekordman
- 2001 – Jaroslava Mahučichová, ukrajinská atletka, skokanka do výšky

## Úmrtí

### Česko
- 1636 – František z Ditrichštejna, kníže a biskup olomoucký (* 22. srpna 1570)
- 1745 – Jiří Volný, český ovčák, písmák a básník (* 1676)
- 1869 – František Švestka, český advokát a politik (* 1811)
- 1881
  - Carl Hardtmuth, český podnikatel a politik německé národnosti (* 11. března 1804)
  - Emanuel Dubský z Třebomyslic (* 20. února 1806)
- 1887
  - Rudolf Pokorný, básník a překladatel (* 18. dubna 1853)
  - Ferdinand Vališ, pivovarský podnikatel, starosta Prahy (* 12. srpna 1843)
- 1897 – Antonín Schmidt, český notář a politik (* 9. ledna 1820)
- 1912 – Josef Šolín, český matematik a fyzik (* 4. března 1841)
- 1913 – Jan Srp, kartograf (* 11. května 1849)
- 1925
  - František Bubák, český botanik (* 22. července 1866)
  - Josef Maria Baernreither, český předlitavský soudce a politik (* 12. dubna 1845)
- 1939 – Jindřich Veselý, loutkářský badatel a autor loutkových her (* 15. července 1885)
- 1943 – Jan Trefný, malíř  (* 20. března 1875)
- 1949 – Bolek Prchal, český herec (* 21. října 1898)
- 1956 – Albert Pražák, literární historik (* 11. červen 1880)
- 1959 – František Bureš, hudební skladatel a pedagog (* 31. ledna 1900)
- 1963 – Štefan Major, československý politik maďarské národnosti a diplomat (* 13. prosince 1887)
- 1979 – Václav Zelenka, cestovatel, orientalista a hudebník (* 11. února 1892)
- 1984 – Evžen Hadamczik, československý fotbalový trenér (* 28. října 1939)
- 1985 – Emila Medková, fotografka (* 19. listopadu 1928)
- 1989
  - Jiří Bělka, český televizní režisér (* 7. dubna 1929)
  - Jaromír Fučík, překladatel z italštiny (* 13. ledna 1899)
- 1992
  - Jaromír Jech, folklorista (* 27. srpna 1918)
  - Štěpánka Štěpánová, operní pěvkyně-altistka (* 13. prosince 1906)
- 2005 – Jaroslav Toť, český filmový a divadelní herec (* 5. února 1935)
- 2008 – Alois Piňos, hudební skladatel (* 2. října 1925)
- 2010
  - Jiřina Pokorná, česká varhanice a hudební pedagožka (* 11. října 1938)
  - Jaroslav Skála, český fotograf (* 14. listopadu 1926)
- 2011
  - Vladimír Bejval, český dětský herec (* 31. prosince 1942)
  - Ctirad Kohoutek, hudební skladatel, vědec a pedagog (* 18. března 1929)
- 2013 – Arnošt Parsch, český hudební skladatel (* 12. února 1936)
- 2014 – Jiří Musílek, pedagog, ochotnický herec, publicista politik (* 18. května 1942)
- 2017 – Ivo Vodseďálek, básník, výtvarník a podnikatel v cestovním ruchu (* 8. srpna 1931)[2]
- 2019 – Kurt Taussig, stíhací pilot RAF (* 28. srpna 1923)
- 2022 – Vladimír Podborský, archeolog (* 10. září 1932)

### Svět

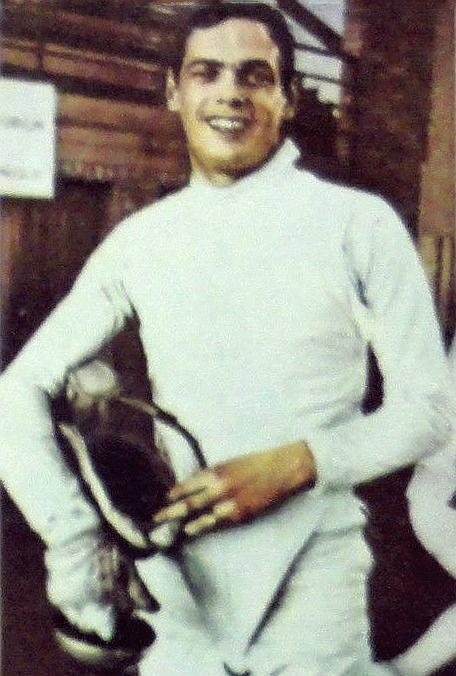
Győző Kulcsár († 2018)

- 1309 – Guzmán Dobrý (Guzmán el Bueno, Alonso Pérez de Guzmán), španělský šlechtic a vojevůdce  (* 24. ledna 1256)
- 1356 – Petr I. Bourbonský, vévoda bourbonský a švagr Filipa VI., Jana Lucemburského i Karla IV. (* 1311)
- 1373 – Alžběta Lucemburská (1358–1373), rakouská vévodkyně, první manželka Habsburka Albrechta III. (* 19. března 1358)
- 1572 – Barbora Habsburská, dcera císaře Ferdinanda I. Habsburského (* 30. dubna 1539)
- 1608 – Alfonso Visconti, italský kardinál (* 1552)
- 1610 – Fridrich IV. Falcký, kurfiřt falcký a zakladatel protestantské unie (* 5. března 1574)
- 1710 – Ole Rømer, dánský matematik a astronom (* 25. září 1644)
- 1777 – Filip Antonín Španělský, nejstarší syn španělského krále Karla III. (* 13. června 1747)
- 1781 – Tobias Furneaux, anglický mořeplavec (* 21. srpna 1735)
- 1802 – Marie Luisa Neapolsko-Sicilská, velkovévodkyně toskánská (* 27. července 1773)
- 1812 – Mayer Amschel Rothschild, německý zakladatel bankovního domu a dynastie Rothschildů (* 23. ledna 1743)
- 1818 – Olof Peter Swartz, švédský botanik (* 21. září 1760)
- 1862 – Dorothea von Biron, poslední kuronská princezna (* 21. srpna 1793)
- 1881 – James A. Garfield, 20. prezident Spojených států (* 19. listopadu 1831)
- 1891 – Josef Maximilián Petzval, slovenský matematik, fyzik a vynálezce (* 6. ledna 1807)
- 1895 – Julie von Hauke, manželka Alexandra Hesensko-Darmstadtského (* 12. listopadu 1825)
- 1898 – Maximilian von Proskowetz, agronom, cestovatel, autor cestopisů a diplomat narozený na Moravě (* 4. listopadu 1851)
- 1903 – Aliye Sultan, osmanská princezna (sultánka), dcera sultána Murada V. (* 24. srpna 1880)
- 1913 – Otilie Malybrok-Stielerová, německá překladatelka české poezie (* 2. října 1836)
- 1925 – Francis Darwin, britský botanik (* 16. října 1848)
- 1931 – David Starr Jordan, americký zoolog a botanik (* 19. ledna 1851)
- 1935 – Konstantin Eduardovič Ciolkovskij, ruský a sovětský vědec, spoluzakladatel soudobé kosmonautiky (* 17. září 1857)
- 1938 – Reginald Brooks-King, velšský lukostřelec a olympionik (* 1861)
- 1942 – Condé Montrose Nast, americký vydavatel časopisů (* 26. března 1873)
- 1954 – Tibor Harsányi – maďarsko-francouzský hudební skladatel (* 27. června 1898)
- 1957 – Reginald Aldworth Daly, kanadský geolog (* 18. března 1871)
- 1958 – Rudolf Rocker, německý anarchosyndikalistický spisovatel a aktivista (* 25. března 1873)
- 1962 – Nikolaj Fjodorovič Pogodin, sovětský dramatik (* 16. listopadu 1900)
- 1967 – Zinaida Jevgeněvna Serebrjakova, ruská impresionistická malířka (* 12. prosince 1884)
- 1973 – Gram Parsons, americký hudebník (* 5. listopadu 1946)
- 1978 – Étienne Gilson, francouzský filozof (* 13. června 1884)
- 1980 – Johnny Owen, americký amatérský boxer v bantamové váze (* 7. ledna 1956)
- 1985 – Italo Calvino, italský spisovatel (* 15. října 1923)
- 1987 – Einar Gerhardsen, norský premiér (* 10. května 1897)
- 1989 – Willie Steele, americký olympijský vítěz ve skoku do dálky (* 14. července 1923)
- 1996 – Helmut Heißenbüttel, německý spisovatel (* 21. června 1921)
- 2000 – Milan Peťovský, slovenský kameraman a filmový režisér (* 11. ledna 1931)
- 2002 – Robert Guéï, prezident Côte d'Ivoire (* 16. března 1941)
- 2004 – Ellis Marsalis, americký podnikatel (* 16. dubna 1908)
- 2005 – Helmut Baierl, německý spisovatel (* 23. prosince 1926)
- 2008 – Earl Palmer, americký bubeník (* 25. října 1924)
- 2015 – Jackie Collinsová, anglicko-americká spisovatelka (* 4. října 1937)
- 2017 – Jake LaMotta, americký boxer (* 10. července 1922)
- 2018 – Győző Kulcsár, maďarský šermíř a olympionik (* 18. října 1940)
- 2019
  - Wim Crouwel, nizozemský grafický designér a typograf (* 21. listopadu 1928)
  - Mikuláš Lobkowicz, český filosof a politolog, rektor univerzit v Mnichově a v Eichstättu (* 9. července 1931)
  - Harold Mabern, americký klavírista (* 20. března 1936)
  - Larry Wallis, britský kytarista, skladatel a hudební producent (* 19. května 1949)
- 2020 – Lee Kerslake, britský bubeník v rockové skupině Uriah Heep (* 16. dubna 1947)
- 2021 – Jimmy Greaves, anglický fotbalista (* 20. února 1940)

## Svátky

### Česko
- Zita
- Konstance, Konstancie
- Flavie

### Svět
- Chile: Den armády
- Bhútán: Požehnaný den deště
- Svatý Kryštof a Nevis: Den nezávislosti

| 19. září v pražském KlementinuÚdaje jsou platné k 8. 7. 2025. | 19. září v pražském KlementinuÚdaje jsou platné k 8. 7. 2025. | 19. září v pražském KlementinuÚdaje jsou platné k 8. 7. 2025. |
| minimum                                                       | denní průměr                                                  | maximum                                                       |
| ------------------------------------------------------------- | ------------------------------------------------------------- | ------------------------------------------------------------- |
| 3,1 °C (1959)                                                 | 15,0 °C (od 1961)                                             | 29,8 °C (1947)                                                |